# Gran Premio motociclistico di Germania 2017
Il Gran Premio motociclistico di Germania 2017 è stato la nona prova del motomondiale del 2017, nonché la 66ª edizione valevole come GP del campionato del mondo. Si è svolto il 2 luglio sul circuito del Sachsenring e ha visto la vittoria di Marc Márquez in MotoGP, di Franco Morbidelli in Moto2 e di Joan Mir in Moto3.

## MotoGP
La gara ha visto lo spagnolo Marc Márquez ed il tedesco Jonas Folger contendersi la vittoria. La gara si conclude con Márquez al primo posto, Folger con il secondo posto ottiene il suo primo podio in MotoGP ed al terzo posto arriva Daniel Pedrosa. I piloti del team Movistar Yamaha giungono in quarta e in quinta posizione rispettivamente con Maverick Viñales e Valentino Rossi.
La classifica provvisoria del campionato vede in testa Márquez davanti al connazionale Viñales e all'italiano Andrea Dovizioso.

### Arrivati al traguardo
| Pos. | Nº | Pilota           | Squadra                     | Motocicletta       | Giri | Tempo     | Griglia | Punti |
| ---- | -- | ---------------- | --------------------------- | ------------------ | ---- | --------- | ------- | ----- |
| 1º   | 93 | Marc Márquez     | Repsol Honda                | Honda RC213V       | 30   | 40'59.525 | 1º      | 25    |
| 2º   | 94 | Jonas Folger     | Monster Yamaha Tech 3       | Yamaha YZR-M1      | 30   | +3.310    | 5º      | 20    |
| 3º   | 26 | Daniel Pedrosa   | Repsol Honda                | Honda RC213V       | 30   | +11.546   | 3º      | 16    |
| 4º   | 25 | Maverick Viñales | Movistar Yamaha             | Yamaha YZR-M1      | 30   | +14.253   | 11º     | 13    |
| 5º   | 46 | Valentino Rossi  | Movistar Yamaha             | Yamaha YZR-M1      | 30   | +14.980   | 9º      | 11    |
| 6º   | 19 | Álvaro Bautista  | Pull&Bear Aspar             | Ducati Desmosedici | 30   | +16.534   | 12º     | 10    |
| 7º   | 41 | Aleix Espargaró  | Aprilia Racing Team Gresini | Aprilia RS-GP      | 30   | +19.736   | 8º      | 9     |
| 8º   | 4  | Andrea Dovizioso | Ducati Team                 | Ducati Desmosedici | 30   | +20.188   | 10º     | 8     |
| 9º   | 5  | Johann Zarco     | Monster Yamaha Tech 3       | Yamaha YZR-M1      | 30   | +21.138   | 19º     | 7     |
| 10º  | 35 | Cal Crutchlow    | LCR Honda                   | Honda RC213V       | 30   | +24.210   | 4º      | 6     |
| 11º  | 99 | Jorge Lorenzo    | Ducati Team                 | Ducati Desmosedici | 30   | +25.659   | 6º      | 5     |
| 12º  | 9  | Danilo Petrucci  | Octo Pramac Racing          | Ducati Desmosedici | 30   | +31.540   | 2º      | 4     |
| 13º  | 44 | Pol Espargaró    | Red Bull KTM Factory Racing | KTM RC16           | 30   | +32.179   | 7º      | 3     |
| 14º  | 38 | Bradley Smith    | Red Bull KTM Factory Racing | KTM RC16           | 30   | +36.453   | 15º     | 2     |
| 15º  | 43 | Jack Miller      | EG 0,0 Marc VDS             | Honda RC213V       | 30   | +37.771   | 13º     | 1     |
| 16º  | 36 | Mika Kallio      | Red Bull KTM Factory Racing | KTM RC16           | 30   | +37.852   | 17º     |       |
| 17º  | 17 | Karel Abraham    | Pull&Bear Aspar             | Ducati Desmosedici | 30   | +39.323   | 20º     |       |
| 18º  | 53 | Esteve Rabat     | EG 0,0 Marc VDS             | Honda RC213V       | 30   | +41.190   | 24º     |       |
| 19º  | 76 | Loris Baz        | Reale Avintia Racing        | Ducati Desmosedici | 30   | +59.850   | 14º     |       |
| 20º  | 45 | Scott Redding    | Octo Pramac Racing          | Ducati Desmosedici | 30   | +1'01.664 | 23º     |       |
| 21º  | 42 | Álex Rins        | Suzuki Ecstar               | Suzuki GSX-RR      | 30   | +1'01.695 | 22º     |       |

### Ritirati
| Nº | Pilota         | Squadra                     | Motocicletta  | Giri | Griglia |
| -- | -------------- | --------------------------- | ------------- | ---- | ------- |
| 29 | Andrea Iannone | Suzuki Ecstar               | Suzuki GSX-RR | 24   | 16º     |
| 22 | Sam Lowes      | Aprilia Racing Team Gresini | Aprilia RS-GP | 12   | 21º     |

### Squalificato
| Nº | Pilota         | Squadra              | Motocicletta       | Giri | Griglia |
| -- | -------------- | -------------------- | ------------------ | ---- | ------- |
| 8  | Héctor Barberá | Reale Avintia Racing | Ducati Desmosedici | 9    | 18º     |

## Moto2
L'italiano Franco Morbidelli ottiene la sua sesta vittoria stagionale, davanti al portoghese Miguel Oliveira e al connazionale Francesco Bagnaia. Thomas Lüthi, diretto inseguitore di Morbidelli nella classifica piloti, è vittima di una caduta, permettendo all'italiano di rafforzare la leadership nel mondiale portandosi a trentaquattro punti di vantaggio.

### Arrivati al traguardo
| Pos. | Nº | Pilota             | Squadra                    | Motocicletta       | Giri | Tempo     | Griglia | Punti |
| ---- | -- | ------------------ | -------------------------- | ------------------ | ---- | --------- | ------- | ----- |
| 1º   | 21 | Franco Morbidelli  | EG 0,0 Marc VDS            | Kalex Moto2        | 29   | 41'05.137 | 1º      | 25    |
| 2º   | 44 | Miguel Oliveira    | Red Bull KTM Ajo           | KTM Moto2          | 29   | +0.066    | 6º      | 20    |
| 3º   | 42 | Francesco Bagnaia  | SKY Racing Team VR46       | Kalex Moto2        | 29   | +0.574    | 10º     | 16    |
| 4º   | 24 | Simone Corsi       | Speed Up Racing            | Speed Up SF7       | 29   | +0.749    | 8º      | 13    |
| 5º   | 54 | Mattia Pasini      | Italtrans Racing           | Kalex Moto2        | 29   | +1.300    | 4º      | 11    |
| 6º   | 9  | Jorge Navarro      | Federal Oil Gresini        | Kalex Moto2        | 29   | +8.958    | 16º     | 10    |
| 7º   | 41 | Brad Binder        | Red Bull KTM Ajo           | KTM Moto2          | 29   | +9.204    | 19º     | 9     |
| 8º   | 11 | Sandro Cortese     | Dynavolt Intact GP         | Suter MMX2         | 29   | +15.099   | 3º      | 8     |
| 9º   | 23 | Marcel Schrötter   | Dynavolt Intact GP         | Suter MMX2         | 29   | +17.875   | 12º     | 7     |
| 10º  | 30 | Takaaki Nakagami   | Idemitsu Honda Team Asia   | Kalex Moto2        | 29   | +19.291   | 23º     | 6     |
| 11º  | 55 | Hafizh Syahrin     | Petronas Raceline Malaysia | Kalex Moto2        | 29   | +20.767   | 11º     | 5     |
| 12º  | 87 | Remy Gardner       | Tech 3 Racing              | Tech 3 Mistral 610 | 29   | +21.533   | 13º     | 4     |
| 13º  | 40 | Fabio Quartararo   | Pons HP40                  | Kalex Moto2        | 29   | +24.635   | 9º      | 3     |
| 14º  | 19 | Xavier Siméon      | Tasca Racing               | Kalex Moto2        | 29   | +27.357   | 18º     | 2     |
| 15º  | 62 | Stefano Manzi      | SKY Racing Team VR46       | Kalex Moto2        | 29   | +27.411   | 25º     | 1     |
| 16º  | 2  | Jesko Raffin       | Garage Plus Interwetten    | Kalex Moto2        | 29   | +37.620   | 24º     |       |
| 17º  | 68 | Yonny Hernández    | AGR Team                   | Kalex Moto2        | 29   | +44.500   | 21º     |       |
| 18º  | 45 | Tetsuta Nagashima  | Teluru SAG                 | Kalex Moto2        | 29   | +44.556   | 14º     |       |
| 19º  | 57 | Edgar Pons         | Pons HP40                  | Kalex Moto2        | 29   | +48.711   | 20º     |       |
| 20º  | 89 | Khairul Idham Pawi | Idemitsu Honda Team Asia   | Kalex Moto2        | 29   | +49.534   | 30º     |       |
| 21º  | 27 | Iker Lecuona       | Garage Plus Interwetten    | Kalex Moto2        | 29   | +52.511   | 28º     |       |
| 22º  | 32 | Isaac Viñales      | BE-A-VIP SAG               | Kalex Moto2        | 29   | +1'04.259 | 27º     |       |
| 23º  | 6  | Tarran Mackenzie   | Kiefer Racing              | Suter MMX2         | 29   | +1'12.905 | 26º     |       |
| 24º  | 22 | Federico Fuligni   | Forward Racing             | Kalex Moto2        | 29   | +1'18.109 | 29º     |       |

### Ritirati
| Nº | Pilota             | Squadra              | Motocicletta       | Giri | Griglia |
| -- | ------------------ | -------------------- | ------------------ | ---- | ------- |
| 12 | Thomas Lüthi       | CarXpert Interwetten | Kalex Moto2        | 11   | 7º      |
| 77 | Dominique Aegerter | Kiefer Racing        | Suter MMX2         | 7    | 15º     |
| 73 | Álex Márquez       | EG 0,0 Marc VDS      | Kalex Moto2        | 4    | 2º      |
| 14 | Héctor Garzó       | Tech 3 Racing        | Tech 3 Mistral 610 | 2    | 5º      |
| 5  | Andrea Locatelli   | Italtrans Racing     | Kalex Moto2        | 2    | 22º     |

### Squalificato
| Nº | Pilota            | Squadra         | Motocicletta | Giri | Griglia |
| -- | ----------------- | --------------- | ------------ | ---- | ------- |
| 37 | Augusto Fernández | Speed Up Racing | Speed Up SF7 | 18   | 17º     |

### Non partiti
| Nº | Pilota      | Squadra        | Motocicletta |
| -- | ----------- | -------------- | ------------ |
| 49 | Axel Pons   | RW Racing GP   | Kalex Moto2  |
| 10 | Luca Marini | Forward Racing | Kalex Moto2  |

## Moto3
Quinta vittoria stagionale (sesta nella sua carriera nel motomondiale) per Joan Mir con la Honda NSF250R del team Leopard Racing. Il pilota spagnolo vince la gara in volata, con Romano Fenati secondo e Marcos Ramírez terzo. Per Ramírez si tratta del primo podio nel contesto del motomondiale.
Caduto Arón Canet (prima di questa gara, diretto inseguitore di Mir nella classifica piloti), la situazione in classifica vede Mir confermarsi in testa con 165 punti, con Fenati che sale in seconda posizione con 128 punti e Canet scende in terza fermo a 110.

### Arrivati al traguardo
| Pos. | Nº | Pilota                 | Squadra                    | Motocicletta   | Giri | Tempo     | Griglia | Punti |
| ---- | -- | ---------------------- | -------------------------- | -------------- | ---- | --------- | ------- | ----- |
| 1º   | 36 | Joan Mir               | Leopard Racing             | Honda NSF250R  | 27   | 39'34.775 | 2º      | 25    |
| 2º   | 5  | Romano Fenati          | Marinelli Rivacold Snipers | Honda NSF250R  | 27   | +0.121    | 6º      | 20    |
| 3º   | 42 | Marcos Ramírez         | Platinum Bay Real Estate   | KTM RC 250 GP  | 27   | +0.218    | 4º      | 16    |
| 4º   | 8  | Nicolò Bulega          | SKY Racing Team VR46       | KTM RC 250 GP  | 27   | +5.074    | 3º      | 13    |
| 5º   | 65 | Philipp Öttl           | Südmetall Schedl GP Racing | KTM RC 250 GP  | 27   | +13.073   | 7º      | 11    |
| 6º   | 33 | Enea Bastianini        | Estrella Galicia 0,0       | Honda NSF250R  | 27   | +13.650   | 9º      | 10    |
| 7º   | 11 | Livio Loi              | Leopard Racing             | Honda NSF250R  | 27   | +14.318   | 13º     | 9     |
| 8º   | 64 | Bo Bendsneyder         | Red Bull KTM Ajo           | KTM RC 250 GP  | 27   | +14.466   | 8º      | 8     |
| 9º   | 24 | Tatsuki Suzuki         | SIC58 Squadra Corse        | Honda NSF250R  | 27   | +14.583   | 12º     | 7     |
| 10º  | 40 | Darryn Binder          | Platinum Bay Real Estate   | KTM RC 250 GP  | 27   | +14.666   | 16º     | 6     |
| 11º  | 21 | Fabio Di Giannantonio  | Del Conca Gresini          | Honda NSF250R  | 27   | +15.438   | 24º     | 5     |
| 12º  | 58 | Juanfran Guevara       | RBA BOE Racing             | KTM RC 250 GP  | 27   | +16.146   | 11º     | 4     |
| 13º  | 7  | Adam Norrodin          | SIC Racing                 | Honda NSF250R  | 27   | +16.234   | 14º     | 3     |
| 14º  | 95 | Jules Danilo           | Marinelli Rivacold Snipers | Honda NSF250R  | 27   | +16.324   | 25º     | 2     |
| 15º  | 12 | Marco Bezzecchi        | CIP                        | Mahindra MGP3O | 27   | +17.603   | 17º     | 1     |
| 16º  | 16 | Andrea Migno           | SKY Racing Team VR46       | KTM RC 250 GP  | 27   | +17.752   | 22º     |       |
| 17º  | 71 | Ayumu Sasaki           | SIC Racing                 | Honda NSF250R  | 27   | +17.845   | 20º     |       |
| 18º  | 84 | Jakub Kornfeil         | Peugeot MC Saxoprint       | Peugeot        | 27   | +17.863   | 18º     |       |
| 19º  | 48 | Lorenzo Dalla Porta    | Aspar Mahindra             | Mahindra MGP3O | 27   | +40.054   | 23º     |       |
| 20º  | 96 | Manuel Pagliani        | CIP                        | Mahindra MGP3O | 27   | +40.254   | 21º     |       |
| 21º  | 27 | Kaito Toba             | Honda Team Asia            | Honda NSF250R  | 27   | +40.521   | 19º     |       |
| 22º  | 31 | Raúl Fernández         | Aspar Mahindra             | Mahindra MGP3O | 27   | +1'09.377 | 27º     |       |
| 23º  | 41 | Nakarin Atiratphuvapat | Honda Team Asia            | Honda NSF250R  | 27   | +1'09.466 | 26º     |       |
| 24º  | 77 | Tim Georgi             | Freudenberg Racing         | KTM RC 250 GP  | 27   | +1'09.590 | 30º     |       |
| 25º  | 4  | Patrik Pulkkinen       | Peugeot MC Saxoprint       | Peugeot        | 27   | +1'13.004 | 29º     |       |
| 26ª  | 6  | María Herrera          | AGR Team                   | KTM RC 250 GP  | 25   | +2 giri   | 31ª     |       |

### Ritirati
| Nº | Pilota          | Squadra              | Motocicletta  | Giri | Griglia |
| -- | --------------- | -------------------- | ------------- | ---- | ------- |
| 19 | Gabriel Rodrigo | RBA BOE Racing       | KTM RC 250 GP | 26   | 15º     |
| 14 | Tony Arbolino   | SIC58 Squadra Corse  | Honda NSF250R | 19   | 5º      |
| 44 | Arón Canet      | Estrella Galicia 0,0 | Honda NSF250R | 15   | 1º      |
| 52 | Danny Kent      | Red Bull KTM Ajo     | KTM RC 250 GP | 15   | 28º     |
| 17 | John McPhee     | British Talent       | Honda NSF250R | 6    | 10º     |

### Non partito
| Nº | Pilota       | Squadra           | Motocicletta  |
| -- | ------------ | ----------------- | ------------- |
| 88 | Jorge Martín | Del Conca Gresini | Honda NSF250R |